# Comoren (land)
De Comoren (Comorees: Komori; Arabisch: Al Qamar; Frans: Comores), officieel de Unie der Comoren, vormen een staat bestaande uit de drie eilanden Grande Comore (Com.: Ngazidja; Ar.: Andjazîdja of Anjazījah), Mohéli (Com.: Mwali; Ar.: Moûhîlî of Mūhīlī) en Anjouan (Com.: Ndzuwani; Ar.: Andjouân of Anjwān) plus enkele andere zeer kleine eilanden. De Vergadering van de Unie van de Comoren (Frans: Assemblée de l'Union des Comores) is het eenkamerparlement van de Comoren.
De Comoren zijn van vulkanische oorsprong en bevinden zich in de Indische Oceaan, ten noordwesten van Madagaskar. Zij vormen samen met het Franse departement Mayotte de eilandengroep Comoren. De naam is afkomstig van het Arabische "Djazair al Kamar" wat "maan-eiland" betekent.

## Geschiedenis
De Comoren stonden al vanaf ongeveer 800 na Chr. onder Arabische invloed, wat zich thans nog laat merken in het feit dat de islam de overwegende religie is. De bevolking bevat naast een Bantoe- (Swahili) en een Arabisch bestanddeel ook een Maleis bestanddeel, vermoedelijk verwant aan dat van Madagaskar. De inheemse bevolking spreekt evenwel al eeuwenlang diverse dialecten van het Swahili, een lingua franca Niger-Congotaal met sterke Arabische invloeden.
In 1843 werd Mayotte door Frankrijk geannexeerd, in 1886 werden de andere eilanden ook een Frans protectoraat. Sultan Saidi Ali ibn Saidi Omar werd verbannen. In 1912 werden ze een Franse kolonie, aanvankelijk bestuurd vanuit Madagaskar.
In 1975 werd de onafhankelijkheid van de Comoren uitgeroepen, echter zonder het eiland Mayotte, dat er bij het onafhankelijkheidsreferendum voor koos bij Frankrijk te blijven.
De Comoren hebben na hun onafhankelijkheid een roerige tijd doorgemaakt. Sinds de onafhankelijkheid hebben meer dan dertig al dan niet geslaagde pogingen tot een staatsgreep plaatsgevonden. Een rol achter de schermen speelde hierbij meestal de Franse huurlingenleider Bob Denard, de "kingmaker" van de Comoren. Tweemaal (in 1978 en 1990) greep Frankrijk militair in. In 2001 trad een nieuwe grondwet in werking, waarbij het land een meer federalistisch bestuur kreeg. Sindsdien kent het presidentschap een roulatiesysteem, waarbij de drie belangrijkste eilanden (Anjouan, Grande Comore en Mohéli) om de beurt de president mogen leveren. Een presidentiële termijn duurt vijf jaar. In mei 2006 vond de eerste vreedzame machtswisseling in de geschiedenis van de Comoren plaats. Ahmed Abdallah Sambi (afkomstig van Anjouan) werd toen president. Hij werd vijf jaar later opgevolgd door zijn partijgenoot Ikililou Dhoinine (afkomstig van Mohéli), die op zijn beurt in 2016 werd opgevolgd door Azali Assoumani (uit Grande Comore).
In 2008 werd door middel van een militaire invasie het opstandige bewind van Mohamed Bacar op het Comorese eiland Anjouan omvergeworpen.

## Geografie

### Grootste steden
De tien grootste steden van de Comoren zijn (inwoners volkstelling 1991):
| Plaats    | Inwoners | Eiland        |
| --------- | -------- | ------------- |
| Moroni    | 41.557   | Grande Comore |
| Mutsamudu | 26.469   | Anjouan       |
| Domoni    | 16.276   | Anjouan       |
| Fomboni   | 18.277   | Mohéli        |
| Tsémbehou | 12.472   | Anjouan       |
| Sima      | 7.270    | Anjouan       |
| Ouani     | 7.134    | Anjouan       |
| Mirontsi  | 7.126    | Anjouan       |
| Iconi     | 5.191    | Grande Comore |

## Bestuurlijke indeling
De Comoren zijn een federale republiek met drie deelstaten, de autonome eilanden (île autonome); administratief verdeeld in prefecturen. De laagste bestuurslaag is de gemeente (commune).

## Klimaat
De Comoren-archipel geniet van een tropisch zeeklimaat. Het wordt gekenmerkt door kleine schommelingen in de dagelijkse jaartemperaturen, ongeveer 26° op zeeniveau, en door overvloedige regenval: 2679 mm per jaar. De gemiddelde zeewatertemperatuur is 25 °C.
Er zijn twee seizoenen in de Comoren: het warme en vochtige seizoen in een noordwestelijke stroom van november tot april en het droge seizoen van mei tot oktober. Het klimaat wordt ook gekenmerkt door aanzienlijke lokale variaties in temperatuur en neerslag, afhankelijk van de hoogte, het reliëf en de blootstelling aan de wind. De jaarlijkse regenval varieert op plaatsen van 1.000 tot 6.000 mm en de absolute minima bereiken 0°C op de top van de Karthala.
Het warme en vochtige seizoen wordt veroorzaakt door een groot lagedrukgebied dat zich uitstrekt over een groot deel van de Indische Oceaan en Centraal-Afrika. Dit lagedrukgebied veroorzaakt windvlagen en cyclonen. De laatste cycloon is "Gafilo" die op 5 maart 2004 in de buurt van de Comoren is gepasseerd en ernstige schade heeft aangericht. Tijdens het warme en vochtige seizoen kan het tot 200 mm regenen in 24 uur.
Het droge seizoen is rustiger. De depressie verplaatst zich naar het Aziatische continent (het is de moesson, de wind komt uit het zuidoosten) en er ontstaat een hogedruksysteem over de Comoren. Dit verhindert niet dat er enkele windvlagen zijn, maar de intensiteit ervan is veel minder dan tijdens het warme seizoen.
De twee winden die verbonden zijn met elk van de twee seizoenen worden de Kashkasi (in november) en de Kusi genoemd.

## Milieu
De fauna en flora van de Comoren zijn verwant aan die van Madagaskar, maar door hun relatief isolement hebben ze bepaalde specifieke kenmerken. Daarnaast leven er nog steeds enkele soorten die zeldzaam of zeer zeldzaam zijn geworden, zoals de dugong in Mayotte. Als gevolg daarvan hebben de lokale autoriteiten getracht beschermde gebieden te creëren; het Parc marin de Saziley  werd in 1991 opgericht, terwijl het parc marin de Mohéli in 1999 werd opgericht in samenwerking met dorpsverenigingen.
Mede als reactie op de internationale druk in de jaren negentig van de twintigste eeuw is de regering van de Unie zich meer gaan bekommeren om het milieu. Er zijn niet alleen maatregelen genomen om de zeldzame fauna te behouden, maar ook om de achteruitgang van het milieu een halt toe te roepen, met name in het dichtbevolkte Anjouan. Specifiek om het kappen van bomen voor brandstof te minimaliseren, wordt kerosine gesubsidieerd en worden er inspanningen geleverd om het verlies aan bosbedekking als gevolg van de distillatie van Ylang-ylang voor parfum te vervangen. Het Community Development Support Fund, dat wordt gesponsord door de International Development Association (IDA, een van de delen van de Wereldbank) en de Comorese regering, werkt aan de verbetering van de watervoorziening op de eilanden.

### Fauna
Verschillende zoogdieren zijn endemisch voor de eilanden. De Maki de Mayotte, een maki die alleen op dit eiland te vinden is, wordt beschermd door de Franse wet en door de lokale traditie. Een soort vleermuis die in 1863 door David Livingstone werd ontdekt en die ooit overvloedig aanwezig was, is gereduceerd tot een populatie van ongeveer 120 exemplaren, op Mohély en Anjouan.
22 vogelsoorten zijn endemisch voor de archipel en 17 daarvan komen alleen voor in gebieden die door de Unie worden gecontroleerd. Dit zijn onder andere de Grande-Comoredwergooruil, Anjouandwergooruil en Humblots vliegenvanger.

### Flora
Er zijn veel tropische ecosystemen in de Comoren die voornamelijk afhankelijk zijn van de hoogte. Er zijn veel tropische planten, waarvan vele endemisch zijn. Zoals de meeste eilanden staat de diversiteit van de lokale flora onder twee druk: enerzijds de vermindering van de beschikbare ruimte door de reductie van biotopen als gevolg van de invasie van de mens in voorheen wilde gebieden en anderzijds het binnendringen van invasieve uitheemse planten zoals guavebomen.
De flora werd historisch weinig bestudeerd vanwege de sterke aantrekkingskracht van het grote eiland Madagaskar voor plantkundigen. Sinds 1996 worden echter eerst in Mayotte, daarna in Grande Comore, Mohély en Anjouan systematische inventarisaties uitgevoerd. De instandhoudingsinspanningen zijn echter zeer ontoereikend om de rijkste gebieden in stand te houden, en er zijn de komende jaren verstoringen van de biotopen te verwachten.

## Bevolking

### Etnische groepen
De Comorezen maken 97% van de bevolking uit en de Makua 1,5%.

### Talen
In de Comoren worden zeven verschillende levende talen gesproken; vier ervan zijn varianten van het Comorees en zijn Niger-Congotalen die zeer sterk lijken op het Swahili. Het aantal sprekers van het (Standaard)Arabisch is nogal moeilijk te achterhalen, maar het is niet groter dan het aantal Ndzwani-Comoreestaligen, dat met 260 000 sprekers de belangrijkste taal van het land is. Het Frans heeft zo'n 216 000 sprekers volgens een telling uit 2018 .

### Religie
De islam (soennisme) vormt de staatsgodsdienst van de Comoren. Circa 98% van de bevolking hangt deze godsdienst aan, de overige 2% behoort onder meer tot het sjiisme en het christendom.

## Economie
De Human Development Index geeft de Unie van de Comoren een 132e plaats op 177 landen in 2006. Het inkomen per hoofd van de bevolking wordt geschat op $ 465 in 2005. Het is iets lager dan het gemiddelde voor Afrika ten zuiden van de Sahara ($ 510). Volgens het Ontwikkelingsprogramma van de Verenigde Naties leeft op de Comoren 46,1% van de bevolking van minder dan US$ 1,25 per dag. Het CIA World Factbook schatte dat in 2002 60% van de bevolking onder de armoedegrens leefde.
Het grootste deel van de bevolking is landelijk en leeft van voedselgewassen of visserij. Er zijn geen andere veelbelovende sectoren in de Comoren, aangezien de visserij en de landbouw nog steeds bestaansmiddelen zijn en de toeristische sector nog in de kinderschoenen staat. Toch exporteren de eilanden vanille, ylang-ylang en kruidnagel. Het land is niet zelfvoorzienend op het gebied van voedsel. Er zijn frequent tekorten van aardolieproducten, maar ook van andere goederen zoals levensmiddelen.
De economische situatie maakt het dagelijks leven moeilijk voor de inwoners. De Comorese diaspora is zeer ondersteunend en levert een belangrijke bijdrage aan het overleven van de bevolking door geld naar huis te sturen.
- BNP: US$ 212 miljoen ($ 380 per persoon) (2000)
- munteenheid: Comorese frank (FC), koers (begin 2020): 1 euro is ongeveer 500 FC

Algerije · 
Bahrein · 
Comoren · 
Djibouti · 
Egypte · 
Irak · 
Jemen · 
Jordanië · 
Koeweit · 
Libanon · 
Libië · 
Marokko · 
Mauritanië ·
Oman · 
Palestina · 
Qatar · 
Saoedi-Arabië · 
Somalië · 
Soedan · 
Syrië · 
Tunesië · 
Verenigde Arabische Emiraten
Algerije · Angola · Benin · Botswana · Burkina Faso · Burundi · Centraal-Afrikaanse Republiek · Comoren · Congo-Brazzaville · Congo-Kinshasa · Djibouti · Egypte · Equatoriaal-Guinea · Eritrea · Ethiopië · Gabon · Gambia · Ghana · Guinee · Guinee-Bissau · Ivoorkust · Kaapverdië · Kameroen · Kenia · Lesotho · Liberia · Libië · Madagaskar · Malawi · Mali · Marokko · Mauritanië · Mauritius · Mozambique · Namibië · Niger · Nigeria · Oeganda · Rwanda · Sao Tomé en Principe · Senegal · Seychellen · Sierra Leone · Soedan · Somalië · Swaziland · Tanzania · Togo · Tsjaad · Tunesië · Zambia · Zimbabwe · Zuid-Afrika · Zuid-Soedan